# Carmilla
Pour les articles homonymes, voir Carmilla (homonymie).
Carmilla est un roman court fantastique de l'écrivain irlandais Joseph Sheridan Le Fanu, paru en 1872 dans le recueil In a Glass Darkly (Les Créatures du miroir). Roman appartenant au mouvement gothique, il a pour héroïne Carmilla, une vampire.

## Résumé
Laura, fille unique d'un gentilhomme anglais installé en Styrie, accueille sans la moindre inquiétude Carmilla, une jeune inconnue qu'un accident a jetée sur sa route. Des indices vampiriques apparaissent alors dans la campagne environnante, dans le château et sur le corps même des deux jeunes filles. L'amie mystérieuse, d'une exquise beauté, abreuve Laura de déclarations si ardentes que la jeune Anglaise est un moment persuadée que Carmilla est un jeune homme travesti.
Les efforts déployés par son père et deux solides et amicales préceptrices pour la protéger du mal restent sans effet : Laura devient apathique, paralysée par l'excès d'amour et par le pauvre monstre, mi-femme, mi-vampire qui le lui prodigue. Laura se laisse aimer par Carmilla qui la tue lentement.
Finalement, la vampire est démasquée et éliminée. Mais Laura ne s'en remettra jamais complètement.

## Thématique du roman
L'œuvre est l'un des romans gothiques et vampiriques les plus célèbres du genre tant les atmosphères y sont puissantes et mystérieuses. Laura incarne la parfaite héroïne gothique par sa naïveté. Carmilla, quant à elle, personnage énigmatique et dangereux, incarne la sensualité et présente l'homosexualité féminine sous un jour nouveau : sombre, venimeux et exalté.
Carmilla peut être considéré comme une œuvre majeure de la littérature fantastique du XIXe siècle, romantique et macabre. C'est un compatriote de Joseph Sheridan Le Fanu, Bram Stoker, qui reconnaîtra plus tard la dette qu'il a envers celui-ci lors de la parution, en 1897, du roman qui allait immortaliser son nom, Dracula. Par exemple, le personnage de Van Helsing emprunte certains traits au baron Vordenburg inventé par Sheridan Le Fanu dans Carmilla.

## Adaptations

### En littérature
- Carmilla (2008), adaptation en bande dessinée de Sophia Terzo chez Vertige Graphic.
- Carmilla (2014), illustré par Isabella Mazzanti, chez Éditions Soleil.

### Au cinéma
- Vampyr, ou l'Étrange Aventure de David Gray (Vampyr - Der Traum des Allan Grey, 1932) film franco-allemand de Carl Theodor Dreyer ;
Dreyer a également puisé pour son scénario dans un épisode de la longue nouvelle L'Auberge du Dragon volant.
- Et mourir de plaisir (1960), film français de Roger Vadim ; 
Vadim transpose l'histoire dans le monde contemporain et la situe dans la campagne romaine. Si son adaptation cinématographique effectuée avec les scénaristes Roger Vailland et Claude Brulé diffère de beaucoup de l'histoire originale, en revanche, elle conserve l'atmosphère et le faste gothique du roman grâce au travail sur la couleur effectué par Claude Renoir et à la musique de Jean Prodromidès.
- La Crypte du vampire (La cripta e l'incubo, 1964), film d'horreur italo-espagnol réalisé par Camillo Mastrocinque avec Christopher Lee.
- Les Passions des vampires (The Vampire Lovers, 1970), film britannique de Roy Ward Baker ; 
Premier film d'une trilogie sur la comtesse Mircalla Karnstein réalisée par les studios de la Hammer.
- La Soif du vampire (Lust for a Vampire, 1970), film britannique de Jimmy Sangster ;
La dimension saphique, même si elle est beaucoup plus suggérée que montrée, de l'héroïne éponyme de la nouvelle de Le Fanu n'est sûrement pas étrangère à la popularité de ce récit.
- La Mariée sanglante (La novia ensangrentada, 1972), film espagnol de Vicente Aranda ;
Parabole sur la libération sexuelle, le film est un drame contemporain dénonçant le mariage forcé tout en ayant pour thème central les relations saphiques et le vampirisme.
- Carmilla, le cœur pétrifié (1988), téléfilm français de Paul Planchon
- Carmilla (1990), moyen métrage britannique de Gabrielle Beaumont, avec Meg Tilly dans le rôle de Carmilla.
- Carmilla, the Lesbian Vampire (2004), film canadien de Vince D'Amato, avec Maritama Carlson dans le rôle de Carmilla.
- The Unwanted, film américain écrit et réalisé par Bret Wood, sorti en 2014.
- Carmilla, film canadien réalisé par Spencer Maybee, sorti en 2017.

### À la télévision
- Carmilla apparaît en tant que principale antagoniste dans la série Netflix Castlevania, une libre adaptation de la saga de jeux vidéos du même nom. Elle est accompagnée de trois alliées vampires inventées spécialement pour cette adaptation, Lenore, Striga et la compagne de cette dernière, Morana. Ces quatre vampires se considèrent comme sœurs et, grâce à leurs compétences complémentaires, règnent d'une main de fer sur la Styrie.

- Carmilla, une adaptation moderne en web-série de Jordan Hall, sortie en août 2014 et terminée en octobre 2016. La web-série est diffusée sur la chaine Youtube KindaTV et a pour actrices principales Elise Bauman et Natasha Negovanlis.

### Jeux vidéo
- En 1987, 1993, 2001, puis en 2010, Carmilla apparaît en reine des vampires dans la saga Castlevania, jeux d'action-aventure édités par Konami, à l'occasion des épisodes Simon's Quest, Rondo of Blood (et ses remakes Vampire's Kiss et Dracula X Chronicles), Circle of the Moon, et enfin le reboot Lords of Shadow.
- Carmilla est une Servant invocable dans Fate/Grand Order, elle apparaît lors du chapitre « Orléans », elle est de classe Assassin. Sa biographie dans le jeu révèle que sa véritable identité est celle d'Élisabeth Báthory, dont l'histoire sombre et tachée de sang est devenue le modèle pour cette vampire.

### Musique
- Carmilla, chanson du chanteur japonais Kaya[réf. souhaitée]
- Carmilla, chanson du groupe italien Théâtres des Vampires, les paroles parle de l'emprise de Laura par Carmilla.
- Autumn, album de l'artiste A letter for Carmilla, (dans le registre du Romantic Dungeon synth) composé en octobre 2017[4]
- A Styrian Rhapsody de l’album Gothic Whore, or the novel lyric hunt par l’artiste Chonny Jash, la chanson parlant du regard nouveau que Carmilla apporte au romans gothiques. (Sortie en 2023)

## Éditions en français
- Histoires de fantômes anglais (anthologie) (trad. Georgette Carmille), Paris, Gallimard, coll. « La Renaissance de la nouvelle », 1936, 294 p.
- Carmilla (trad. Hélène Kharitonoff), Paris, La Boétie, 1946, 123 p.
- La mystérieuse Carmilla (trad. Julien Montjoie), Mystery Club Illustré (no 2), 1949, 80 p.
- Carmilla (trad. Alain Dorémieux), Fiction revue littéraire de l'étrange (no 83), octobre 1960, 144 p.
- Carmilla (trad. Alain Dorémieux), Paris, Denoël, coll. « Présence du Futur » (no 42), 1960, 1972, 224 p.
- Carmilla (trad. Jackie G. Le Corre), Daniber, coll. « Anticipation » (no 17), 1961, 192 p.
- Carmilla (trad. Jacques Papy), Paris, Éric Losfeld, 1961
- Carmilla (trad. Jacques Papy), Paris, Marabout-Gerard, coll. « Bibliothèque Marabout - Fantastique » (no 620), 1978, 160 p.
- Les évadés des ténèbres (anthologie) (trad. Jacques Papy), Paris, Robert Laffont, coll. « Bouquins », 1989, 2001, 2010, 1137 p. (ISBN 978-2-221-05579-3 et 978-2-221-11528-2), p. 480-553
- Carmilla (trad. de l'anglais par Alain Dorémieux), Paris, Denoël, coll. « Présence du Futur n°33 », 1993, 256 p. (ISBN 2-207-60040-8)
- Carmilla (trad. Gaïd Girard), Arles, Actes Sud, coll. « Babel, Les Fantastiques » (no 206), 1996, 1999, 168 p. (ISBN 978-2-7427-0801-7)
- Dracula et les siens (anthologie) (trad. Jacques Papy), Paris, Omnibus, 1997, 1266 p. (ISBN 2-258-04782-X), p. 47-122
- Carmilla (trad. de l'anglais par Jacques Papy), Paris, Le Livre de Poche, coll. « Libretti », 2004, 2009, 126 p. (ISBN 978-2-253-08779-3 et 2-253-08779-3), chap. 20004
- Carmilla (trad. de l'anglais par Jacques Papy), Paris, Flammarion, coll. « GF-Étonnants classiques » (no 313), 2007, 153 p. (ISBN 978-2-08-120290-0)
- Carmilla (trad. de l'anglais par Audrey Fournier et Malika Baaziz), Paris, Tendance Négative, coll. « Bonnes nouvelles », 2015
- Carmilla (trad. de l'anglais par Max Dougall), auto-édition, 2018
- « Carmilla », dans Dracula et autres écrits vampiriques (trad. Alain Morvan), Paris, Gallimard, coll. « Bibliothèque de la Pléiade », 2019 (ISBN 978-2-07-274328-3)